# Conoco-Phillips Building
Conoco-Phillips Building – najwyższy budynek Alaski, położony w Anchorage, w Stanach Zjednoczonych, o wysokości 90 metrów. Budynek został otwarty w 1983 i liczy 22 kondygnacje.